# Karl Hafner
Karl Hafner (Stadel, 30 juni 1878 - Zürich, 11 februari 1947) was een Zwitsers politicus.
Karl Hafner studeerde van 1898 tot 1901 rechten te Zürich, met als specialisatie het gevangeniswezen. Hij was daarna advocaat te Zürich. In 1906 werd hij secretaris van het Zwitserse (Banket)bakkersverband (Schweizerischen Bäcker- und Konditorenmeister Verbands). Daarna was hij redacteur van de door het Verband uitgeven periodiek. Van 1920 tot 1929 was hij directeur van de kantonnale gevangenis Regensdorf.
Hafner deed in 1906 zijn intrede in de politiek voor de Vrijzinnig Democratische Partij (FDP) in de gemeenteraad van Zürich. Hij bleef tot 1920 (met uitzondering van 1914 tot 1916) gemeenteraadslid. Hij beheerde achtereenvolgens de departementen van Justitie en Militaire Zaken (tot 1935) en daarna van Onderwijs. Hij was ook voorzitter van de Onderwijsraad van het kanton Zürich.
Karl Hafner was van 1 mei 1934 tot 30 april 1935 en van 1 mei 1938 tot 30 april 1939 voorzitter van de Regeringsraad (dat wil zeggen regeringsleider) van het kanton Zürich.
Hafner hield zich vooral bezig met het bakkers- en gevangeniswezen van het kanton.